# Подснежник (альманах)
«Подсне́жник» — литературный альманах, издававшийся А. А. Дельвигом, О. М. Сомовым, Е. В. Аладьиным в Санкт-Петербурге в 1829 и 1830 годах.

## «Подснежник» на 1829 год

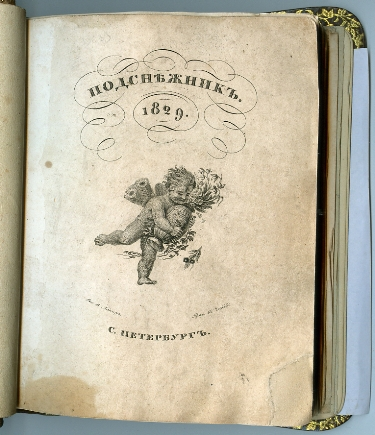
Гравированный титульный лист альманаха на 1829 год. Художник В. Лангер, гравёр И. Ческий.

Начиная с 1824 года А. А. Дельвиг издавал литературный альманах «Северные цветы». Первая книжка вышла в конце декабря 1824 года. Затем несколько лет подряд альманах задерживался с выходом и поступал в продажу не к рождественскому сочельнику, а только весной, ближе к пасхе. Со временем Дельвигу удалось сместить альманашный цикл обратно к рождеству, но он поддержал традицию выпуска весеннего альманаха «к святой неделе». После выхода в декабре 1828 года очередных «Цветов», в редакционном портфеле задержались неиспользованные материалы: стихотворение П. Вязеского «Станция» и некоторые другие. Издатели начинают комплектовать «Подснежник» — небольшой альманах-спутник «Северных цветов». Идея внеочередного альманаха возникла своевременно, уже в феврале Вяземский ходатайствовал о своих стихах перед Пушкиным: «Мой сердечный поклон Дельвигу. Правда ли, что он издаст к красным яйцам Подснежник? Если нет, то пускай возвратит он мне стихи оставшиеся мои».
В «Подснежнике» на 1829 год напечатаны стихотворения А. С. Пушкина («Приметы» и эпиграмма «Литературное известие»), А. Дельвига, О. Сомова, П. Вяземского, Е. Баратынского, Н. Языкова, В. Л. Пушкина, отбывавшего карельскую ссылку декабриста Ф. Н. Глинки и находившегося в заключении декабриста В. Кюхельбекера (анонимно), стихотворения Адама Мицкевича в переводах В. Н. Щастного и Ю. И. Познанского; перепечатана из «Северных Цветов» исправленная басня И. Крылова. Однако основу альманаха составили произведения молодых поэтов дельвиговского кружка: А. И. Дельвига, А. И. Подолинского, А. П Крюкова, А. Я. Римского-Корсака[sic], С. П. Шевырёва, Е. Ф. Розена и других.
В отличие от «Северных цветов», в «Подснежнике» не было литературных обзоров. Кроме того, в нём отсутствовало разделения произведений на поэтический и прозаический разделы. Благодаря этому можно было печатать материалы по мере поступления, не дожидаясь полного укомплектования книжки, что было полезно, учитывая короткий срок работы над альманахом. Во второй половине сборника произведения напечатаны почти в том же порядке, в котором получали разрешения цензора Сербиновича.
Сомов и Дельвиг выпустили «Подснежник» без указания имен издателей. Возможно, в издании 1829 года также принимал некоторое участие Аладьин. Во всяком случае, именно через него попал в альманах «Эпилог» Языкова. Книжка вышла в свет 4 апреля 1829 года. На прибыль от издания внеочередного альманаха Дельвиг собирался устроить обед для всех его участников.

## «Подснежник» на 1830 год
Пользуясь успехом альманаха 1829 года, через год «Подснежник» был издан Е. В. Аладьиным. В этой книжке тоже не указана информация об издателях. Существует предположение, что к этому альманаху мог был причастен и Дельвиг, который иногда делился с Аладьиным неиспользованными альманашными материалами.
Альманах 1830 года получился существенно слабее, в значительной степени он заполнен произведениями малоизвестных поэтов. В «Подснежнике» на 1830 год была напечатана жёлчная эпиграмма Пушкина «Собрание насекомых», перевод касыды персидского поэта Фазил-Хана Шайды в честь Николая I, произведения О. М. Сомова, Ф. Н. Глинки,
А. И. Подолинского, А. Е. Измайлова, В. И. Карлгофа, В. Гаркуши, П. А. Габбе, Сиянова и других.
Сам Дельвиг нелестно прокомментировал появление нового издания:

«Подснежник», в прошлом году изданный к святой неделе несколькими писателями, хорошо знакомыми русским читателям, имел нынешний год трех последователей. В числе их один явился с его именем, но только с именем, ибо он, исключая прекрасную эпиграмму Пушкина и две-три порядочные пьесы других сочинителей, далеко отстал от своего соименника во всем, даже в красивости и чистоте издания.
— Дельвиг А. А. «Литературная газета», 1830, № 25, 1 мая, с. 202.
Второй выпуск «Подснежника» стал последним.